# Kwietniówka
Kwietniówka – nieoficjalny przysiółek wsi Michałów-Reginów w Polsce, położonej w województwie mazowieckim, w powiecie legionowskim, w gminie Wieliszew (do 31 grudnia 2007 w gminie Nieporęt).
Leży na północ od Michałowa-Reginowa, w rejonie ulic Długiej i Głównej.
Dawniej osada w gminie Jabłonna. W 1933 roku weszła w skład gromady Michałów-Reginów tamże. Krótko po II wojnie światowej funkcjonowała gromada o nazwie Kwietniówka w gminie Jabłonna
W latach 1975–1998 miejscowość administracyjnie należała do województwa warszawskiego.